# 矢野玄道
矢野 玄道（やの はるみち、1823年12月18日（文政6年11月17日） - 1887年〈明治20年〉5月19日）は、江戸後期・幕末・明治の国学者・神道学者。平田篤胤門下。幼名は茂太郎。名は敬逵。道号は天放散人、子清、神臣、谷倶久、後楽閑人、扶桑眞人倚松、谷蟆、梅屋。本姓は平（佐奈田余一義忠次男中山次郎盛実末）。伊予国喜多郡阿蔵村有松（現・愛媛県大洲市）の人。
維新後は神祇官・神祇省事務局判事、内国事務権判事を経て、京で教え、のち東京に移り、御系図取調御用、1877年文部省修史館御用掛、1878年6月正七位に叙せられ、宮内省御系譜掛となる。1882年皇典講究所初代学部長、1884年宮内省図書寮御用掛勤務など、明治初期の文教行政に深くかかわった。

## 経歴

### 略年譜
- 文政6年（1823年） 伊予大洲藩士矢野仙左衛門道正の子として、伊予国喜多郡に生まれる。
- 文政8年（1825年） 三・四歳の頃、祖母の懐中に在りて千字文の類を読誦す。
- 文政10年（1827年） 父・道正に就き書道を始める。
- 天保4年（1833年） 平田篤胤に入門した父の勧めで国学を志す。
- 天保11年（1840年） 松山の日下伯巌の塾(明教館)に入門。
- 天保12年（1841年） 玄道19歳の折、名を敬逵(たかみち)と称し扶桑真人倚松と号す。
- 天保15年（1844年） 2月下旬、周防から長門を経由して、豊後の宇佐八幡宮や筑前の筥崎宮、太宰府天満宮などを参拝し、日向の神代古蹟を探訪後、薩摩の霧島神宮を参詣のち霧島山に登る。以後肥後を経て熊本の阿蘇山に登り帰来して見聞記を録す。
- 弘化2年（1845年） 京都に上洛し、新宮涼庭の順正書院に入塾。伴信友や八田知紀を訪ねて交流す。
- 弘化4年（1847年） 正月19日正式に平田家に入門する。また24日には昌平坂学問所に入塾する。
- 嘉永5年（1852年） 正月鳩居堂に寓居す。皇学所設置の建白書を提出す。
- 安政2年（1855年） 終生の著作である『皇典翼』の執筆を開始。
- 慶応3年（1867年） 建白書が朝廷で議論され、設置の方向で話が進む。
- 明治3年（1870年） 2月、東京に召され、大学中博士となり従六位に叙せられる。
- 明治4年（1871年） 二卿事件への関与が疑われ、故郷に戻り蟄居する[1]。
- 明治10年（1877年） 玄道55歳の五月より病みて久しく回復せず、2月から3月にかけて、『魂神要論』及び『本教学柱』を書き上げる。弟・直道、親友・常磐井精戈と上京。12月15日 太政官修史館御用掛を任じられる。
- 明治15年(1882年) 皇典講究所の初代文学部長になる。
- 明治16年(1883年 1月19日御系譜勤務となる。『続皇国神仙記』完成す。
- 明治19年（1886年） 帰郷し、母親の介護に当たるが、12月14日に母親が亡くなる。
- 昭和12年（1937年） 従五位を追贈された[2]。

### 人格
玄道は青年時に学んだ老荘思想の影響により、名誉や高い地位を求めず、また、妻を娶る事なく一生独身で通し、他の事に一切構わず、一心不乱に国学の研鑽に励み、一生を国学の著書の執筆に捧げた。
読書をすると、必ず大事な所や学者の考えを書き残し、記憶に留める事を忘れなかった。まさに博覧強記で、玄道の筆写した書物の数は、約700巻にも及んでおり、大洲市立図書館にある矢野文庫には、子孫が寄贈した玄道蒐集の本や論考の大半が保存されている。

## 著作
- 『神典翼』凡40巻
- 『神道乃志流弊』3巻
- 『神誥集』1巻
- 『皇典翼』凡30巻
- 『神皇史略』1巻
- 『大道廼志流弊』8巻
- 『日本逸史私記』2巻
- 『麻奈婆志良』7巻
- 『三條大意』5巻
- 『続日本後紀私記』2巻
- 『古文粋』1巻
- 『加良春伎』1巻
- 『文徳天皇実録私記』1巻
- 『神歌略解』1巻
- 『八十能隈手』4巻
- 『三代実録私記』4巻
- 『竹生島温故』2巻
- 『神代文字弁』1巻
- 『逸記』2巻
- 『三嶋社講記』1巻
- 『神代御系図』1幅
- 『手間天神御伝記』6巻
- 『阿波国忌部考』1巻
- 『歴朝天皇尊号』1幅
- 『神功皇后御伝記』2巻
- 『伊予国式社考』1巻
- 『妹背波奈志』
- 『八幡宮御伝記』5巻
- 『伊予国小志』2巻
- 『用心草』
- 『天道廼階立』2巻
- 『筆乃須佐毘』4巻
- 『玉鉾百人一首』1巻
- 『志斐賀他理』2巻
- 『七箇條鏡草』1巻
- 『意見雑事』5巻
- 『恒祀事略』1巻
- 『大清枕中記』10巻
- 『大学始末略』1巻
- 『古志国考』2巻
- 『夜見国考証』1巻
- 『鹿深偶筆』2巻
- 『伯家問答』2巻
- 『美賀保志宮』1巻
- 『三太子御伝記』1巻
- 『皇国神仙記』3巻
- 『眞木柱』1巻
- 『忘草』3巻
- 『正保野史』1巻
- 『玉鉾物語』1巻
- 『献芹詹語』1巻
- 『仙界秘記』1巻
- 『本教学柱』1巻
- 『本教学解』2巻
- 『幽冥紀文』